# Onthophagus samai
Onthophagus samai es una especie de insecto del género Onthophagus, familia Scarabaeidae, orden Coleoptera.

Fue descrita científicamente por Ziani en 2011.